# ジム・フィックス
ジェイムス・フラー・フィックス(James Fuller Fixx, 1932年4月23日 - 1984年7月20日)は、アメリカのノンフィクション作家。ジョギングを普及させたことで知られる。
1977年に出版した著書『The Complete Book of Running』（邦題：『奇蹟のランニング』）でその名を知られており、ジョギングに励むことによる健康上の利点を強調していたが、ジョギングの最中に心臓発作を起こして倒れ、そのまま死亡した。

## 生い立ち
1932年、ニューヨーク市生まれ。1957年にオハイオ州にあるオーバリン大学(Oberlin College)を卒業したのち、複数の出版社で雑誌の編集者として働いた。父親のカルヴァン・フィックス(Calvin Fixx)はタイム誌の編集者であり、ロバート・キャンウェル、ウィテカー・チェインバースと一緒に働いたことがあった。

## ジョギングと執筆活動
フィックスは、高い知能指数を有する人間の交流を目的とする非営利団体『メンサ』(Mensa)の会員でもあった。本人の最初の著書『Games for the Super-Intelligent』の裏表紙には、「ボストンマラソンに向けての訓練で、自宅近くの道路や小道を走っていた」と書かれている。1967年、35歳のときにジョギングを始めた。当時の彼の体重は214ポンド（約97㎏）で、1日にタバコを2箱消費していた。10年後に著書『The Complete Book of Running』を出版したときには60ポンド（約27kg）減量しており、タバコも止めていた。著書の中でも、対談番組に出演した際にも、運動することで寿命を大幅に延ばせる、として運動の利点を強調し、褒めそやした。著書『The Complete Book of Running』の表紙には、彼の筋肉質の脚が掲載されている。この著書は100万部を超える売り上げを記録した。1980年には、この本の続編的な内容の著書『Jim Fixx's Second Book of Running: The Companion Volume to The Complete Book of Running』を出版し、1982年には『Jackpot！』を出版した。

## 死
1984年7月20日、フィックスはヴァーモント州ハードウィックのヴァーモント州道15号線で走っている最中、突然心臓発作を起こして倒れた。この日の午後5時半ごろ、15号線の脇に倒れているフィックスを通行人が発見し、警察が現場に駆け付ける前に数人がフィックスを蘇生させようとした。フィックスはモリスヴィル(Morrisville)にあるカプリー病院(Copley Hospital)に搬送されたが、死亡が確認された。52歳であった。ヴァーモント州の主任検死官、エレノア・マックィレン(Eleanor McQuillen)による検死結果によれば、アテローム性動脈硬化症が原因で、冠状動脈の1つが95%、2つが80%、3つが70%閉塞していた。3本ある動脈はいずれも全て損傷し、閉塞していた。この剖検で、フィックスは「心臓に繋がる2本の動脈に影響を及ぼす重篤な心臓病を患っていた」ことも判明した。父・カルヴァンも心臓発作を2回起こしており、2度目の心臓発作で死亡した。
1986年、運動生理学者のケネス・クーパー(Kenneth Cooper)は、フィックスが命を落とす原因となった可能性がある危険因子の一覧表を発表した。フィックス本人の医療記録と検死資料の入手を許可されたクーパーは、フィックスの家族や友人と面談したのち、「フィックスは遺伝的に心臓発作を起こしやすい素因（体質）であった」「ジム・フィックスの父、カルヴァンは、35歳の時に心臓発作を起こし、43歳の時に起こした2度目の心臓発作で死亡した。フィックス自身の心臓は肥大しており、不健康な生活を送っていた。走り始める前の彼は愛煙家であり、仕事では精神的な疲労に晒され、2度の離婚を経験しており、走り始める前の体重は214ポンドにまで膨れ上がっていたのだ」と結論付けた。
ジム・フィックスの息子、ジョン・フィックスによれば、「父は健康維持のため、過去15年間で、週に80マイル（約129㎞）の距離を走っていた」という。ジム・フィックスは「激しい運動に従事する人は長生きできる」と説いていた。また、「『走る』という持久力が要求される鍛錬をこなすことにより、心臓は、より少ない労力でより多くのことをこなせるようになり、効率的な手段となることが研究で繰り返し示されているのだ」「決定的な証拠と呼べるものは無いが、『走る』という運動は、寿命を縮めるどころか、寿命を延ばす可能性が高いことを明瞭に示唆しているのだ」と力説していた。
しかしながら、ジョギングの最中およびジョギングを終えた直後に冠状動脈性心臓病(Coronary Heart Disease)で死亡する例は決して珍しいものではない。精良な運動能力が運動中の死亡事故から身体を保護することを示す証拠は無い。
走っている最中に死亡した40歳以上の人間の死因の多くは冠状動脈性心臓病である。10年間で22 - 176km、週に平均で53kmの距離を走っていた40 - 53歳（平均年齢46歳）の5人の白人走者が走行中に突然死し、その剖検によれば、走り始める前に心臓病を患っていた者は1人もいなかった。
ワシントン・ポスト(The Washington Post)は、ジム・フィックスの死を受けて、「控えめに言っても、義務的に走ったところで、心疾患の猛威から身を守る効果は無いということだ」「6年前、とある医師が、マラソンの権威として『激しい運動に励めば、冠状動脈性心臓病を防げることは疑いようが無い』と高らかに断言したが、フィックスを襲った不運な出来事を受けて、これは何の価値も無いたわごとであることを認識した」と書いた。
東イリノイ大学の教授で運動生理学とマラソン生理学の専門家、ジェイク・エメット(Jake Emmett)はジム・フィックスの死について、「彼の死は、走る行為は冠状動脈性心疾患(Coronary Artery Disease)を防げないだけでなく、突然死を招く可能性が出てくることを世界中に確信させた」と書いている。

## その後
フィックスの死後に出版された『Maximum Sports Performance』では、「自己肯定感の向上、走ることで得られる気分の高揚、精神的重圧や緊張状態に対処できる」とし、ジョギングやその他のスポーツに励むことで得られる身体的、心理的な恩恵について書かれている。ハードウィック記念公園には、スコットランド北東部の住民より送られたジム・フィックスへの碑文が刻まれた記念碑が立っている。
コメディアンのビル・ヒックス(Bill Hicks)は、ジム・フィックスの死を自身の独演漫談の演目題材にしており、その中で、「ジム・フィックスは運動中に死んだのだという事実を、運動に反対する論拠にしてはどうか」と、ユーモアを交えて仄めかしている。のちに別の芸人、デニス・リアリー(Denis Leary)がこの演目の一部を盗用した。オーストラリアのバンド、「フォーブス」(The Fauves)は、2006年に発売したアルバム『Nervous Flashlights』の収録曲『I'm Jim Fixx and I'm Dead Now』の中で、ヒックスの演目について言及している。

## 著書
- Fixx, James, Games for the Super-Intelligent (1972)  Doubleday
- Fixx, James, More Games for the Super-Intelligent (1976) Doubleday
- Fixx, James, The Long Distance Runner: A Definitive Study —  preface by James Fixx, edited by Paul Milvy (1977) ISBN 0-89396-000-4
- Fixx, James, The Complete Book of Running (Hardcover) Random House; first edition (1977) ISBN 0-394-41159-5
- Fixx, James, Solve It! by James F. Fixx (1978) Doubleday
- Fixx, James, Jim Fixx's Second Book of Running (Hardcover) Random House; first edition (1980) ISBN 0-394-50898-X
- Fixx, James, Jackpot! (1982) Random House; ISBN 0-394-50899-8
- Fixx, James, (with Nike Sports Research Laboratory) Maximum Sports Performance: How to Achieve Your Full Potential in Speed, Endurance, Strength and Coordination (1985) ISBN 0-394-53682-7

### 日本語訳
- 『奇蹟のランニング　その効用と方法の完全報告』（ジェイムズ・F.フィックス(著)、片岡義男・茂木正子(翻訳)、宇佐美彰朗・石河利寛(監修)、クイックフォックス社、1978/11）
- 『奇跡のランニング　だれにでもできる心と身体の健康法 (CBS/Sony books)』（ジェイムズ・F.フィックス(著)、片岡義男・茂木正子(翻訳)、CBS・ソニー出版、1981/1）
- 『再び奇跡のランニング　スポーツ科学が実証した走る健康法 (CBS/Sony books)』（ジェイムズ・F.フィックス(著)、一色真由美・御影雅良(翻訳)、CBS・ソニー出版、1981/2）

## 参考
1. 1 2 3 4 5 6  Jane Gross (1984年7月22日). “James F. Fixx Dies Jogging; Author on Running was 52”. The New York Times. 2015年8月13日閲覧。
2. ↑  Chambers, Whittaker (1952). Witness. Random House. pp. 478, 494–495. ISBN 0-89526-571-0
3. ↑  “Marketplace”. mensa.org. 2005年10月29日時点のオリジナルよりアーカイブ。2021年1月13日閲覧。
4. 1 2  Francis Chin (2006年9月). “When fit people get heart attacks”. 2022年11月12日閲覧。
5. 1 2  Jake Emmett, Ph.D.. “The Physiology of Marathon Running, Just What Does Running a Marathon Do to Your Body?”. Marathon and Beyond. 2007年2月11日時点のオリジナルよりアーカイブ。2022年11月12日閲覧。
6. ↑  Lawrence K. Altman, M.d. (1984年7月24日). “THE DOCTOR'S WORLD; JAMES FIXX: THE ENIGMA OF HEART DISEASE”.  The New York Times. 2009年5月26日時点のオリジナルよりアーカイブ。2022年11月12日閲覧。
7. 1 2  Richard Pearson (1984年7月22日). “Jogging Advocate Jim Fixx, 52, Dies”. The Washington Post. 2017年8月28日時点のオリジナルよりアーカイブ。2022年11月12日閲覧。
8. ↑  “Calvin Fixx”. The New York Times (1950年3月4日). 2016年12月15日閲覧。
9. ↑  Kenneth Cooper Running Without Fear: How to Reduce the Risk of Heart Attack and Sudden Death During Aerobic Exercise, publ. Bantam Books (1986, 1987)
10. ↑  Sudden cardiac death during first-time jogging PMID 28373621 doi:10.2152/jmi.64.184
11. ↑  Nontraumatic death in joggers. A series of 30 patients at autopsy PMID 6211977 doi:10.1016/0002-9343(82)90845-2
12. ↑  Sudden death of a young man during a sponsored jogging event PMID 6931330
13. ↑  Death During Jogging or Running A Study of 18 CasesPaul D. Thompson, MD; Michael P. Stern, MD; Paul Williams, MS; et alKirk Duncan, MD; William L. Haskell, PhD; Peter D. Wood, DSc. JAMA. 1979;242(12):1265-1267. doi:10.1001/jama.1979.03300120019016
14. ↑  Sudden death while running in conditioned runners aged 40 years or overBruce F. Waller MD, William C. Roberts MD doi:10.1016/0002-9149(80)90491-9
15. ↑  “The Jim Fixx Neurosis: Running Yourself to Death”. The Washington Post (1984年7月29日). 2017年8月28日時点のオリジナルよりアーカイブ。2022年11月12日閲覧。
16. ↑  “Memorial to running fitness author Jim Fixx. In Hardwick, Vermont, where he died of a heart attack while running.”. philip.greenspun.com. 2021年1月13日閲覧。
17. ↑  True, Cynthia (2002). American Scream: The Bill Hicks Story. Harper Paperbacks. p. 196. ISBN 0-380-80377-1
18. ↑  Palathingal, George (2006年8月11日). “The Fauves”. The Sydney Morning Herald.   Fairfax Media. 2006年8月20日時点のオリジナルよりアーカイブ。2022年11月12日閲覧。